# 드페르
드페르(영어: Defert)는 프랑스의 테니스 선수이다. 그는 아테네에서 열린 1896년 하계 올림픽에 출전했다.
드페르는 이집트의 디오니시스 카스다글리스에게 1라운드에서 져서 1라운드에서 져서 탈락한 다른 선수들과 함께 공동 8위를 기록했다. 복식경기에는 참가하지 않았다.